# 恽雨棠

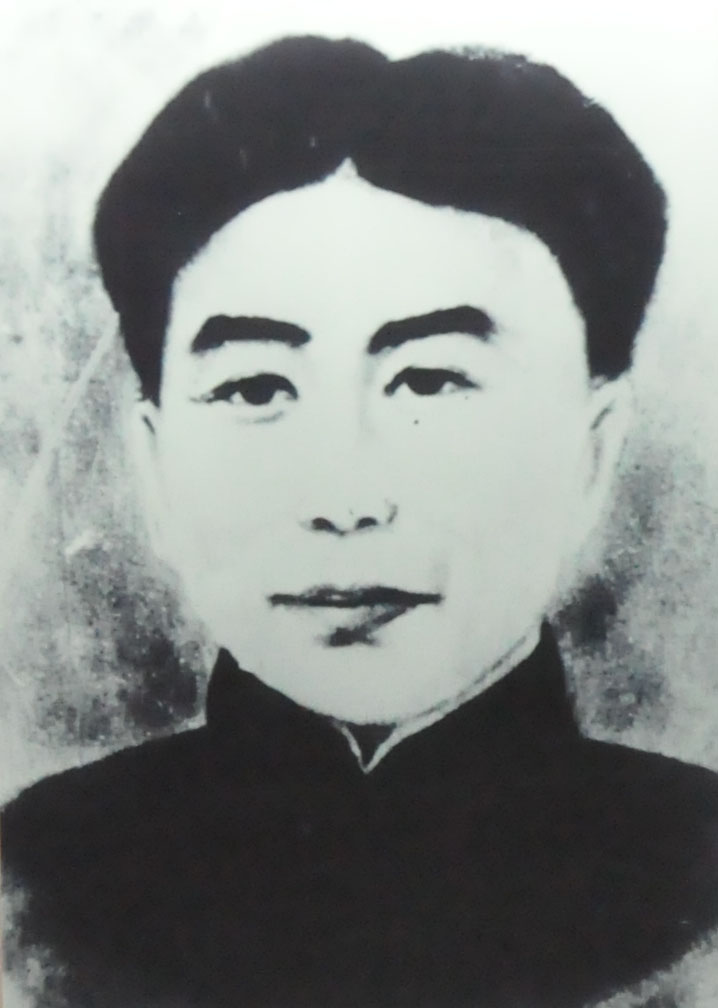
恽雨棠近照

恽雨棠（1902年—1931年2月7日），江苏武进西夏墅镇人，中共党员，曾任中共南京市委书记，龙华二十四烈士之一。

## 生平
1919年年入商务印书馆发行所学徒，与陈云为师兄弟。1923年底经商务印书馆党支部书记董亦湘介绍加入中共。1925年恽和董又介绍陈云入党。1925年5月参加五卅运动，同年10月赴广州参加黄埔军校，迅即赴苏联莫斯科中山大学学习。1927年初回国，同年秋又带着200名新生赴苏联莫斯科中山大学。1928年在王明制造的江浙同乡会案中，被打成托派嫌疑。1929年8月回国，任中共中央宣传部《红旗》杂志发行部主任。1930年1月被中宣部代理秘书王明下放到闸北区委基层，8月任上海市黄包车夫罢工委员会主席，同年秋临危受命任中共南京市委书记，重建南京市委。1931年1月21日，从南京回上海开会，因遭人举报，中午刚到家，就和夫人李文同时在上海新闸路福康里623号家中遭国民党军警逮捕。2月7日晚夫妻同时被枪杀于龙华看守所。